# Jérôme Cock
Pour les articles homonymes, voir Cock.

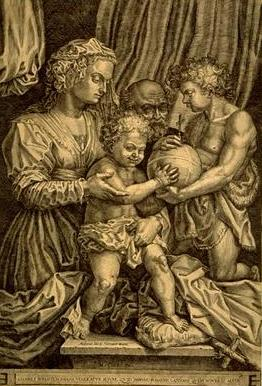
Sainte famille avec saint Jean-Baptiste, d'après Andrea del Sarto)

Jérôme Cock ou Hieronymus Cock (aussi écrit Kock), né vers 1518 à Anvers où il est mort le 3 octobre 1570, est un peintre et graveur flamand de la Renaissance, mais c'est surtout en tant qu'imprimeur et marchand d'estampes qu'il a vu son nom passer à la postérité.

## Biographie
Il est né dans une famille de peintres. Son père, Jan Wellens de Cock (ca.1480-1527), est un des premiers artistes du nord de l'Europe à s'intéresser au paysage et Carel van Mander fait l'éloge des paysages exécutés par son frère, Matthys Cock (1505-1552). 
Il est admis dans la guilde de Saint Luc à Anvers en 1545. De 1546 à 1548, il est actif à Rome. De retour à Anvers en 1548, il fonde sa propre maison d'édition, Aux quatre vents. Giorgio Ghisi, Dirck Volkertszoon Coornhert, travaillent pour lui et Cornelis Cort est son élève.
Il publie des gravures sur des dessins de Pieter Brueghel l'Ancien ou de Hieronymus Bosch. Avec l'aide du cartographe espagnol Diego Gutiérrez, il publie une carte de l'Amérique en 1562.
À partir de 1557, Philippe Galle travaille dans sa maison d'édition et finira par prendre sa succession. 
Vincenzo Scamozzi recopia nombre des gravures de Cock pour son ouvrage sur Rome.
On retrouve son effigie dans Les effigies des peintres célèbres des Pays-Bas de Dominique Lampson.